# Pascal Villechalane
Pascal Villechalane (* 12. September 1975 in Pontoise) ist ein ehemaliger französischer Fußballtorwart.

## Karriere
Villechalane wechselte 1991 als 16-Jähriger von LB Châteauroux zum FC Sochaux, wo er gleich in die erste Mannschaft aufrückte. Im Kampf um die Position im Tor des Erstligaklubs stand er hinter Stéphane Ferrand und Christophe Gardié jedoch nur an dritter Stelle. Nachdem Ferrand sich gegen Gardié durchgesetzt und dieser den Verein verlassen hatte, wurde mit Stéphane Cassard ein weiterer junger Torwart gekauft, sodass Villechalane auch über seine erste Saison hinaus nur an dritter Stelle blieb. Cassard wiederum verdrängte in der Saison 1993/94 Ferrand, was zur Verpflichtung von Franck Chaumin führte und damit einen Aufstieg Villechalanes erneut verhinderte. Nach dessen Abgang durfte Frédéric Petereyns vom SM Caen die Rolle des Ersatztorhüters übernehmen. Erst durch den Abgang Cassards 1997 rückte Villechalane auf diesen Posten vor. Als Petereyns verletzungsbedingt ausfiel, bestritt Villechalane zehn Zweitligaspiele, ehe er wieder auf der Bank platznehmen musste. Mit der Verpflichtung von Vincent Fernandez 1998 büßte er den zweiten Platz allerdings wieder ein. Nach dem Wiederabstieg 1999 rückte er wieder auf diesen vor und konnte ein weiteres Spiel bestreiten. Die Ankunft von Teddy Richert im Jahr 2001 bedeutete das endgültige Aus für Villechalanes Ambitionen, sodass er Sochaux 2002 verließ. Er unterschrieb beim FC Rouen in der dritten Liga. Obwohl er auch hier als dritter Torwart vorgesehen war, kam er in der Saison 2002/03 auf acht Einsätze. Trotz des erreichten Aufstiegs wurde der Vertrag am Ende der Saison nicht verlängert. Weil Villechalane keinen neuen Arbeitgeber fand, beendete er 27-jährig seine Karriere. Anschließend arbeitete er in seinem eigenen Laden in Montbéliard und entschied sich gegen eine weitere Laufbahn im Fußball.